# Festival du film de Cabourg 2018
Le Festival du film de Cabourg 2018, 32e édition du festival, s'est déroulé du 13 au 17 juin 2018.

## Déroulement et faits marquants
Le 5 juin 2018, la sélection officielle en compétition est dévoilée.
Le 16 juin 2018, le palmarès est annoncé : c'est le film bulgare Ága de Milko Lazarov qui remporte le Swann d'or. Le Prix de la Jeunesse est remis à Joueurs de Marie Monge et le Prix du Public à Monsieur (Sir) de Rohena Gera .

## Jury
- André Téchiné (président du jury) : réalisateur
- Pascale Arbillot : actrice
- Élodie Bouchez : actrice
- Olga Kurylenko : actrice
- Nahuel Pérez Biscayart : acteur
- Raphaël : chanteur
- Géraldine Nakache : actrice et réalisatrice
- Karine Silla-Perez : écrivaine
- Justin Taurand : producteur, fondateur de la société Les Films du Bélier

## Sélection

### Sélection officielle - en compétition longs métrages
- Ága de Milko Lazarov  Bulgarie  Allemagne  France
- Désobéissance de Sebastián Lelio  États-Unis
- Dragonfly Eyes de Xu Bing  Chine
- Joueurs de Marie Monge  France
- Les Faux Tatouages de Pascal Plante  Canada
- Rafiki de Wanuri Kahiu  Kenya
- Zagros de Sahim Omar Kalifa  Turquie  Belgique

### Jeunesse
- Le Chant de la mer de Tomm Moore  Irlande  Danemark  France
- Contes de juillet de Guillaume Brac  France
- L'étrange forêt de Bert et Joséphine de Filip Pošivač et Barbora Valecká  République tchèque
- Jeffrey de Yanillys Perez  République dominicaine
- Rosa & Dara: leur fabuleux voyage  République tchèque
- Le Film de ma vie (O filme da minha vida) de Selton Mello  Brésil
- The Happy Prince de Rupert Everett  Allemagne  Belgique  Italie

### Catleya
- Les Garçons sauvages de Bertrand Mandico  France
- Mektoub, my love: canto uno d'Abdellatif Kechiche  France

### Ciné Swan
- La Prière de Cédric Kahn  France
- La Douleur d'Emmanuel Finkiel  France
- La fête est finie de Marie Garel-Weiss  France
- Luna d'Elsa Diringer  France
- Plaire, aimer et courir vite de Christophe Honoré  France

## Palmarès[3]
- Swann d'or : Ága de Milko Lazarov

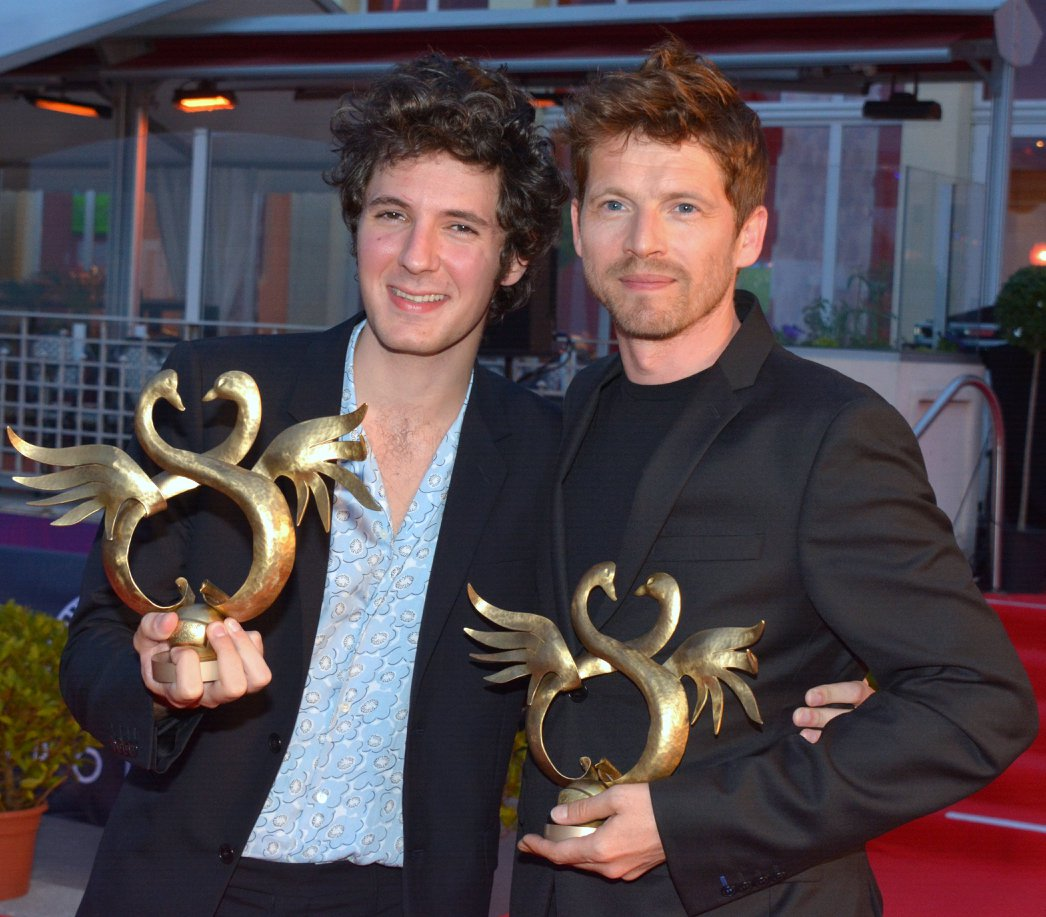
Vincent Lacoste et Pierre Deladonchamps, meilleurs acteurs ex aequo.

- Prix de la Jeunesse : Joueurs de Marie Monge
- Prix du Public : Monsieur (Sir) de Rohena Gera
- Meilleure actrice : Mélanie Thierry dans La Douleur
- Meilleur acteur : Pierre Deladonchamps et Vincent Lacoste dans Plaire, aimer et courir vite
- Révélation féminine : Clémence Boisnard dans La fête est finie
- Révélation masculine : Anthony Bajon dans La Prière
- Prix Gonzague Saint Bris du meilleur scénario adapté d'une œuvre littéraire : La Douleur
- Prix premiers rendez-vous pour une actrice : Laetitia Clément dans Luna
- Prix premiers rendez-vous pour un acteur : Shaïn Boumedine dans Mektoub my love : canto uno